# Suat Serdar
Suat Serdar (* 11. April 1997 in Bingen am Rhein) ist ein deutsch-türkischer Fußballspieler, der seit August 2023 für Hellas Verona in Italien spielt.

## Karriere

### Verein
Serdar, dessen Familie aus Fatsa stammt, begann seine Karriere bei Hassia Bingen. 2008 wechselte er in das Nachwuchsleistungszentrum des 1. FSV Mainz 05 und spielte dort ab der U12 in allen Nachwuchsmannschaften. In der Saison 2013/14 wurde er Meister in der B-Jugend-Bundesliga Süd/Südwest.
Am 7. August 2015 unterschrieb er bei Mainz 05 einen zunächst bis 2018 laufenden Profivertrag; er war bis 2016 weiterhin für die U19 spielberechtigt. Sein Profidebüt für die zweite Mannschaft des FSV in der 3. Liga in der Saison 2015/16 gab er am 15. September 2015. Drei Tage später folgte sein Bundesligadebüt am 5. Spieltag der Saison 2015/16. In seinen ersten beiden Spielzeiten in der höchsten deutschen Spielklasse kam er zu unregelmäßigen Einsätzen, meist als Einwechselspieler. Erst in seiner dritten Saison spielte er öfter; er kam in der Saison 2017/18 in 25 Partien zum Einsatz. Sein Vertrag bei Mainz 05 lief bis 2021.
Serdar wechselte zur Saison 2018/19 zum FC Schalke 04. Er unterschrieb einen bis zum 30. Juni 2022 laufenden Vertrag. In der Champions-League-Saison 2018/19 scheiterte er mit Schalke im Achtelfinale an Manchester City. In der Saison 2020/21 stieg er mit der Mannschaft als Tabellenletzter in die 2. Bundesliga ab.
Zur Saison 2021/22 wechselte Serdar zu Hertha BSC. Er unterschrieb einen bis zum 30. Juni 2026 laufenden Vertrag.
Ende August 2023 wurde er für eine Saison nach Italien zum Erstligisten Hellas Verona ausgeliehen. Am Ende der Spielzeit zog Verona die Kaufoption und Serdar wechselte fest nach Italien.

### Nationalmannschaften
Serdar durchlief die Jugend-Auswahlmannschaften des DFB ab der U16 und steht seit September 2017 im Kader der U-21-Nationalmannschaft. Mit der U-20-Auswahl nahm er an der Weltmeisterschaft 2017 in Südkorea teil und mit der U21 an der Europameisterschaft 2019 in Italien und San Marino, bei der die Mannschaft das Finale erreichte (1:2 gegen Spanien).
Anfang Oktober 2019 wurde er für das Testspiel gegen Argentinien und das EM-Qualifikationsspiel gegen Estland erstmals für die deutsche A-Nationalmannschaft nominiert, er kam im Spiel gegen Argentinien zu seinem ersten A-Länderspieleinsatz, indem er in der 72. Spielminute für Serge Gnabry eingewechselt wurde. Es folgten noch drei weitere Einsätze für die Nationalmannschaft und sein bisher letztes Länderspiel absolvierte er im September 2020 gegen Spanien.